# Pseudechis
Pseudechis és un gènere de serps verinoses de la família dels elàpids, algunes de les quals s'anomenen serps negres. Viuen a Austràlia i Nova Guinea.

## Característiques
La majoria de les espècies assoleixen al voltant de 2 metres de longitud i varien en color. Algunes espècies són marrons, i d'altres poden ser negres.

## Història natural
Habiten tota una varietat de tipus d'hàbitats, des d'àrees àrides fins a terrenys pantanosos. Totes les espècies són verinoses i la seva mossegada pot ser mortal.

## Distribució
Aquestes serps es troben en tots els estats d'Austràlia amb excepció de Tasmània i a més, algunes espècies es troben a Papua Nova Guinea.

## Taxonomia
El gènere Pseudechis inclou 9 espècies:
- Pseudechis australis (Gray, 1842) - Serp de Mulga o Serp Rei Brown.
- Pseudechis butleri (Smith, 1982) - Serp tacada de Mulga.
- Pseudechis collettii (Boulenger, 1902) - Serp de Collett.
- Pseudechis guttatus (De Vis, 1905) - Serp negra de ventre blau.
- Pseudechis pailsi (Hoser, 1998)
- Pseudechis papuanus (Peters & Doria, 1878) - Serp negra Papuana.
- Pseudechis porphyriacus (Shaw, 1794) - Serp negra de ventre vermell.
- Pseudechis rossignolii (Hoser, 2000)
- Pseudechis weigeli (Wells & Wellington, 1987) - Serp nana de Mulga.